# Бенка Пулко
Бенка Пулко (словен. Benka Pulko; нар. 15 травня 1967) — словенська світова мандрівниця, рекордсменка Гіннеса, авторка та фотограф.

## Біографія
Пулко має вищу біологічну освіту та спеціалізовану підготовку з масажної терапії. Вона колишній викладач. Привернула увагу ЗМІ під час поїздок на всіх семи континентах на своєму мотоциклі . 19 червня 1997 року Бенка Пулко виїхала з рідного міста Птуй (Словенія) на мотоциклі BMW F650. Вона повернулася у Птуй 10 грудня 2002 року, встановивши рекорд Гіннеса за найдовшу сольну їзду на мотоциклі, яку коли-небудь здійснювала жінка — в обидві дистанції,111, 856 миль (180,015 км), тривалістю 2000 днів. Вона також стала першою мотоциклісткою-жінкою, яка досягла Антарктиди (Сінджі Казамою з Японії було досягнуто Південний полюс в 1991/92 рр.) і першою жінкою, яка їздила соло Саудівською Аравією.
Повернувшись додому, Пулко була обрана Slovenian Woman of the Year 2003 року читачами Jana, найстарішого жіночого журналу Словенії. Журнал Playboy також оцінив її на 16-му місці серед найвпливовіших жінок Словенії за 2003 рік.

## Робота

### Журналістика
Окрім того, що вона мандрівниця, Пулко має великий досвід журналістської діяльності, її статті з'явилися приблизно в 50 публікаціях у Новій Зеландії, Південній Африці, Об'єднаних Арабських Еміратах, Японії та США. У Словенії вона продовжує регулярно співпрацювати з національними журналами та газетами, такими як Jana, Delo, Dnevnik, Večer, 7D, Primorske novice, Štajerski tednik та інші.

### Фотографія
Під час своєї подорожі до встановлення рекордів Пулко почала фотографувати людей та місця, які відвідала. Після повернення вона представила ці фотографії на понад 40 персональних виставках .

### Гуманітарна діяльність
Під час подорожі Дхарамсалою, Індія, Пулко була зворушена тяжким становищем дітей тибетської діаспори . В результаті вона заснувала гуманітарну організацію «Вір в себе і стартуй світом». Основна мета фонду — сприяти, заохочувати та підтримувати освіту дітей з обмеженими можливостями в різних частинах світу. Організація головним чином зосереджена на наданні стипендій студентам Тибетського дитячого села та забезпеченню студенток рівних навчальних можливостей.

### Документальні фільми
«Чорно-біла веселка» (2009), записана як англійською, так і словенською мовами, представляє погляд на життя висланої тибетської громади. Він доповнює виставку з подібною назвою, яка включає розписані вручну буддистські мандали.
Інші перед самим собою / Drugi pred menoj (2013), зосереджується на освітній та соціальній філософії, що лежить в основі системи шкіл Тибетського дитячого села. Фільм включає інтерв'ю Пулко з 14-м Далай-ламою .

## Праці
- Po Zemlji okoli Sonca (UndaraStudio, підручник журнального столика, словенська мова, 2003);
- Biseri sveta v očeh slovenskih popotnikov (Младінська книга, співавтор, журнальний столик, словенська мова, 2005);
- Obrazi sveta / Faces of the World (UndaraStudio, фото каталог, словенська / англійська мова, 2007);
- Pocestnica (UndaraStudio, автобіографія, словенська мова, 2007);
- Dve ciklami ali Na svetu є достатньо місця для всього (UndaraStudio, дитяча книга, словенська мова, 2009);
- Два кислих квіти або є достатньо місця для всіх (UndaraStudio, дитяча книга, англійська мова, 2011);
- Кружляючи сонце (UndaraStudio, книжка-подорож до журнального столика, англійська мова, 2011);
- Кікстарт — Als Frau solo mit dem Motorrad um die Welt (Malik National Geographic, автобіографія, німецька мова, 2012);
- 5,5: одна жінка, один мотор, сім континената (Globtroter Bečkerek, автобіографія, сербська мова, 2012);
- Діти світу (UndaraStudio, співавтор з Янджею Відмар, література для молодих дорослих, словенська мова, 2013).